# 加藤真志
加藤 真志（かとう まさし、1970年8月14日 - ）は、日本の元競泳選手。1988年ソウルオリンピック・1992年バルセロナオリンピック日本代表。800m・1500m自由形の元日本記録保持者。日本選手権水泳競技大会1500m自由形で6連覇を達成した。

## 経歴
近大附属高校・近畿大学卒。イトマンスイミングスクール所属。
ソウルオリンピック選考会の400m自由形で2位、1500m自由形で優勝し、オリンピック日本代表に選出された。1988年ソウルオリンピックの400m・1500m自由形はともに予選落ちとなった。
バルセロナオリンピック選考会の1500m自由形で優勝し、2大会連続オリンピック日本代表に選出された。1992年バルセロナオリンピックの400m・1500m自由形はともに予選落ちとなった。